# Drulingen
Drulingen település Franciaországban, Bas-Rhin megyében. Lakosainak száma 1406 fő (2022. január 1.). Drulingen Durstel, Asswiller, Bettwiller, Ottwiller, Siewiller és Weyer községekkel határos.

## Népesség
A település népességének változása:
| Lakosok száma | 1483 | 1491 | 1504 | 1460 | 1444 | 1438 | 1429 | 1417 | 1406 |
|               | 2013 | 2015 | 2016 | 2017 | 2018 | 2019 | 2020 | 2021 | 2022 |